# Jean-Étienne Marie
Jean-Étienne Marie (Pont-l'Évêque, Calvados, Baja Normandía; 22 de noviembre de 1917-25 de diciembre de 1989) fue un compositor francés de música contemporánea.

## Biografía
Estudia en la Escuela Superior de Comercio de Ruan y en 1940-41 es nombrado Secretario de la Cámara de Comercío de Pau. Ese mismo año comienza a estudiar Teología (1946-49).
Se dedica a la música después de la Segunda Guerra Mundial, e ingresa en el Conservatorio de París. Trabaja con Olivier Messiaen y Darius Milhaud. En 1947, funda el «Cercle Culturel du Conservatoire», que dará un ciclo de 10 conciertos de Música Contemporánea en la Sorbona. Más tarde, trabajó en la ORTF (Radiodifusión francesa), como especialista en retransmisiones y sonorizaciones de Festivales de música contemporánea (Royan, SMIP...). En 1953, obtuvo el «Prix d'Académie» por su obra "Musique Vivante". 
Organizó en la «Schola Cantorum» el primer «Curso de Musique Expérimentale», donde formó a varios jóvenes músicos franceses, como Fernand Vandenbogaerde, Pascal Bolbach y Daniel Raguin. Entre los temas de dicho curso figuran las relaciones entre la música y la matemática, la acústica arquitectónica, la microtonalidad, con especial énfasis en la obra teórica y musical de Julián Carrillo, varios de cuyos pianos microtonales instaló en dicha escuela parisina.
Sus conocimientos sobre Carrillo atrajeron a sus clases a varios músicos mexicanos, entre los que figuran Alicia Urreta, Mario Lavista, Federico Ibarra, Francisco Núñez, Héctor Quintanar, quien le llevó a México como profesor en el Conservatorio, y Julio Estrada, su alumno en la Schola Cantorum entre 1967-69, quien a su vez le acogió como profesor invitado en la Escuela Nacional de Música, UNAM. 
En 1968 fundó en París el «Centre International de Recherche Musicale» (CIRM) y más tarde, en Orléans, las «Semaines de Musique Contemporaine».
Entre 1970 y 1975, enseñó en la Universidad de París VIII, donde coincide con el musicólogo Daniel Charles, experto en el indeterminismo y junto a quien contribuye a crear una formación más abierta a las nuevas ideas musicales. 
En 1976 y 1977 realizó su tesis universitaria y en 1978 se doctoró en Letras y Ciencias Humanas. Ese mismo año, 1978, implantó en Niza el CIRM, y un año más tarde, en 1979, creó el Festival MANCA («Musiques actuelles Nice Côte-d'Azur»). En 1985 fue nombrado «Officier des Arts et Lettres» y un año más tarde, recibió la Medalla de Oro de la ciudad de Niza.
Fundó el MITT («Micro Intervalles, Théorie et Technologie»), con el que realizó giras de conciertos (Ruan, Zaragoza, Núremberg, Bourges, Alicante...).. En 1988 fue invitado de honor en Festival de Música Contemporánea de Darmstadt. 
Entre los años 1954 y 1982 realizó misiones para los Servicios Culturales del Ministerio de Asuntos Exteriores: España (1954, 1964, 1973 y 1982), Escandinavia (1955), Líbano (1965), Finlandia (1965), Yugoslavia (1966), México (1966, 1968 y 1981), Grecia (1972) y U.S.A (1981).
Música
Sus primeras obras se agrupan en tres líneas compositivas: música microtonal; música para instrumentos (o orquesta) con cinta magnética; investigaciones audiovisuales. A partir de 1965 el compositor se orientara hacia una formalización matemática en los mismos tres campos de investigación.
Su técnica compositiva desarrolla una reflexión sobre la percepción del "tiempo musical", no como un tiempo lineal de naturaleza espacial, sino como un tiempo formado por tiempos autónomos, aislados, en los que la organización producirá la hondura de la obra.

## Catálogo de obras
| Año     | Obra | Tipo de obra                          |
| ------- | --- | ------------------------------------- |
| 1948    | Ouverture et danse, para ondioline, piano y percusión. | Música instrumental (con o sin cinta) |
| 1949    | Deux poèmes de Paul Éluard, para narrador y piano. | Música vocal (piano)                  |
| 1950    | Sonate pour hautbois solo | Solistas (con o sin cinta)            |
| 1951    | Poésies vocales pour des textes du 3ème dimanche de carême, para coro. | Música coral                          |
| 1952    | Les Chaussons verts (Michèle des îles). Ballet Pantomima para niños. | Ballets (con o sin cinta)             |
| 1953    | Un garçon, une fille, un chien et des.... Ballet Pantomima para niños. | Ballets (con o sin cinta)             |
| 1956    | Poésies (Georges Schehadé), para coro. | Música coral                          |
| 1957    | Música para la película Polygraphie polyphonique n° 1, para violín, cinta. | Música de película                    |
| 1958    | Pentathle monogénique, para piano. | Solistas (con o sin cinta)            |
| 1959    | Música para la película La Muerte del toro (M. Hanoun). Musique de film expérimental. | Música de película                    |
| 1960    | Images thanaïques, narrador, orquesta y cinta. | Música orquestal (con cinta)          |
| 1961    | Música para la película Polygraphie polyphonique n° 2, para ensemble y cinta. | Música de película                    |
| 1962    | Expérience ambiguë, para ensemble y cinta. | Música para cinta                     |
| 1962    | Música para la película Le Christ dans la cité. | Música de película                    |
| 1965    | Música para la película Acoustique par l'image. (film experimental). | Música de película                    |
| 1965    | Hommage à Julián Carrillo, para piano [tuned in third-tones]. | Solistas (con o sin cinta)            |
| 1966    | Tombeau de Julián Carrillo, para 2 pianos [one tuned in thirdtones], cinta. | Solistas (con o sin cinta)            |
| 1966    | Obediens usque ad mortem, para 11 brass, y percusión. | Música instrumental (con o sin cinta) |
| 1967    | Nocturne marin (Tchicaya U'Tamsi). Ballet expérimental para mag. 2 pistes. | Ballets (con o sin cinta)             |
| 1967    | Tlaloc I, para orquesta y 3 grabadoras. | Música orquestal (con cinta)          |
| 1967    | Appel au Tiers-Monde, (Texte d'Aimé Césaire), para cinta magnética y recitante (concert). | Música para cinta                     |
| 1968    | Música para la película Les Caves de l'esprit (Gérard de Nerval). (film experimental). | Música de película                    |
| 1969    | S 68, Symphonie électro-acoustique en tres movimientos: "Vent d'est, action, demain" para cinta. | Música para cinta                     |
| 1969    | BSN 240, para cinta ad libitum | Música para cinta                     |
| 1969    | in especificar tipo de obra Un fanal pour mes canaux, para trp y cor, écran, tres cintas. | Música para cinta                     |
| 1969    | Solde pour un compte de Noël, para violín, guitare. xylo, clarinete y piano. | Música instrumental (con o sin cinta) |
| 1969    | Héphaïstos, para dos percusionistas y un dispositivo de retardo. | Música instrumental (con o sin cinta) |
| 1969    | S 68. Versión ballet. | Ballets (con o sin cinta)             |
| 1969    | Mimodrame 68, para trompette, trombón, percusión, actor, chanteur, mime, (récitant baryton), + cinta. | Obra lírica                           |
| 1969    | Joie | sin especificar tipo de obra          |
| 1970    | Concerto Milieu divin, para 2 orquestas y 5 grabadoras. | Música instrumental (con o sin cinta) |
| 1970    | Savonarole, para 2 narradores, coro, 15 cuerdas, 6 cintas | Obra lírica                           |
| 1971    | Ich glaube, Teatro musical para cinta. | Obra lírica                           |
| 1971    | Tombeau de Jean-Pierre Guézec, para cinta. | Música para cinta                     |
| 1972    | Symphonies. cinta estéreo o órgano y cinta. | Música para cinta                     |
| 1972    | Vos leurres de messe, para trompette, cor, un écran y 3 magnétos | Música para cinta                     |
| 1972    | La Parole de Dieu est comme une épée, para tres cintas magnéticas y cuatro magnétos. | Música para cinta                     |
| 1972    | Ecce ancilla domini, 32 cuerdas. | Música orquestal                      |
| 1973    | Música para la película Émetteur de Nordheim. | Música de película                    |
| 1974    | Ithos, para ensemble y 2 grabadoras. | Música instrumental (con o sin cinta) |
| 1974-78 | Chréodes [Chréode Lambda - Chréode Mu - Chréode Un], para dispositivo (sintetizadores) ou cinta y teclado.                                                                                                 | Música para cinta                     |
| 1975    | In manus tuas Domine, chorus, 4 cintas. | Música vocal (con o sin cinta)        |
| 1976-81 | Observer 01, 02, para dispositivo (ou cinta) y teclado. | Música para cinta                     |
| 1977    | Complies à Saint-Thomé, para cinta. | Música para cinta                     |
| 1977    | Quand Elie l'entendit, para órgano, cinta y dispositivo electrónico en directo. | Solistas (con o sin cinta)            |
| 1977-78 | Tombeau de Césaire Levillain, 12 cuerdas, cinta magnética y electrónica en directo. | Música instrumental (con o sin cinta) |
| 1978    | Música para la película Le Cuirassé Potemkine (S.M. Eisenstein), spkr, cinta, live elecs. | Música incidental (con o sin cinta)   |
| 1978-79 | Observer [Observer n.º 1 (Observatoire de Nice, 1978) - Observer n.º 5 Conservatoire de Grenoble, 1978) - Observer rn° 6 (Observatoire de Nice, 1979)], dispositivo (o cinta) y teclado (sintetizadores?). | Música para cinta                     |
| 1979    | Trois études pour deux percusionnistes | Música instrumental (con o sin cinta) |
| 1980    | Gravure polymorphique, para 10 instrumentos y cinta. | Música instrumental (con o sin cinta) |
| 1980    | Tlaloc II, para orquesta, 3 grabadoras, espacialización electrónica. | Música orquestal (con cinta)          |
| 1980    | Trois affiches d'Holger Matthies, para piano live elecs. | Solistas (con o sin cinta)            |
| 1980    | Improvisation I, para voz, dispositivos y piano. | Música vocal (con o sin cinta)        |
| 1980    | Fractal Figural III. Piezas de 20' a 25' para sintetizadores, espacializadores y teclado. | Música para cinta                     |
| 1980-81 | Irrationnelle homothétie, para sintetizador y 2 grabadoras. | Música para cinta                     |
| 1981    | Je suis allé à Thoara, para flauta y cinta. | Solistas (con o sin cinta)            |
| 1981    | Solde pour un compte de Noël, para violín, guitare. xylo, clarinete y piano. | Música instrumental (con o sin cinta) |
| 1981    | Espaces de rêves: I - Répétition, para cinta. | Música para cinta                     |
| 1981    | 'Aulographie I "Naissance::; du souffle.. du rythme:. du son. le jeu d'Eros, les silences d'Agapé, Monde déchiré. retour au bruit" para flauta, dispositivos y cinta magnética.                            | Música para cinta                     |
| 1981    | Le Violent harmonieux combat (sur des peintures de Molinier), para cinta. | Música para cinta                     |
| 1981    | Fractal Figural I, II, para sintetizadores, espacializadores y teclado. | Música para cinta                     |
| 1982    | Les Bijoux de Cornélia, para cinta. | Música para cinta                     |
| 1982    | Topique topiaire, para organ y cinta. | Solistas (con o sin cinta)            |
| 1982-83 | De l'ambiguïté (hommage à Évariste Galois), para orquesta de cámara. | Música orquestal (cámara)             |
| 1983    | Limonaire lithographe, para organ y cinta. | Solistas (con o sin cinta)            |
| 1983    | Bonjour Monsieur Ligeti, para cinta. | Música para cinta                     |
| 1983    | Sinfonietta, para cinta. | Música para cinta                     |
| 1983    | Biot Hermes, para cinta estéreo . | Música para cinta                     |
| 1983    | Improvisation II, para voz, dispositivos y piano. | Música vocal (con o sin cinta)        |
| 1983-84 | Sylviana Story, para cinta. | Música para cinta                     |
| 1984    | Holzwege, para cinta e instrumentos ad lib.. | Música para cinta                     |
| 1984    | Fractal Figural IV, para sintetizadores, espacializadores y teclado. | Música para cinta                     |
| 1984    | Lis abeiho fasien viouloun de sis aleto, para clarinete y cinta. | Música solista (clarinete y cinta)    |
| 1985    | Tombeau du docteur Douady, para piano y cinta. | Música solista (piano y cinta)        |
| 1985    | Labyrinthe, para trbn, sintetizador. | Solistas (con o sin cinta)            |
| 1985    | Lis abeiho fasien viouloun de sis aleto (versión ballet) | Ballets (con o sin cinta)             |
| 1985    | Sylviana Story (versión ballet) | Ballets (con o sin cinta)             |
| 1985    | Improvisation III, para voz, dispositivos y piano. | Música vocal (con o sin cinta)        |
| 1985-86 | En lieu et place de (comportant une lettre de Luis de Pablo lue par lui-même), para flauta y cinta. | Música para cinta                     |
| 1986    | Coje, para cinta y voz. | Música vocal (con o sin cinta)        |
| 1986    | Papa, maman, la musique et moi (S. Morgenstern) para orquesta, piano, timb. perc. cinta, un récitant, une récitante, chœurs.                                                                               | Obra lírica                           |
| 1986    | Mobile aléatoire Bach, para 12 o 24 pianos | Solistas (con o sin cinta)            |
| 1987    | Armures aux duites enchaînées, para arpa Carrillo en 1/16° de ton y cinta. | Solistas (con o sin cinta)            |
| 1987    | Les pirates avalaient des couleuvres, para orquesta. | Música orquestal                      |
| 1988    | Trois poèmes sans texte, para 3 sintetizadores. | Música para cinta                     |
| 1988    | Marana Tha, para orquesta. | Música orquestal                      |
| 1989    | Empedocle (en cours de réalisation, pas vraiment fini ...) | Ballets (con o sin cinta)             |
| 1990    | Condorcet, para flute, clarinete, violín, violonchelo y piano. | Música instrumental (con o sin cinta) |
| (s.d.)  | Par de l'ecriture [II- Marche Rompue - II. Nocturne - III. Tourniquet], para piano + cinta magnética | Solistas (con o sin cinta)            |
| (s.d.)  | Trois Echantillons, para piano en tiers du ton | Solistas (con o sin cinta)            |
| (s.d.)  | Aion, para cinta magnética. | Música para cinta                     |
| (s.d.)  | Relax I et II. Cintas para musicoterapia en colaboración con el dr. Gabay | Música para cinta                     |
| (s.d.)  | Música para la película Les villes pietonnieres. | Música de película                    |
| (s.d.)  | Música para la película Ferdinad Desnos. | Música de película                    |
| (s.d.)  | Música para la película Van Haardt. | Música de película                    |
| (s.d.)  | Generique. | sin especificar tipo de obra          |
| (s.d.)  | Paques. | sin especificar tipo de obra          |
| (s.d.)  | Gethsemanni. | sin especificar tipo de obra          |